# Gill Beck (River Ellen)
Der Gill Beck ist ein Fluss in Cumbria, England. Der Fluss entsteht östlich von Aughertree am Aughtertree Fell und fließt in westlicher Richtung bis zu seiner Mündung in den River Ellen östlich von Ireby.